# Una carezza in un pugno
«Una carezza in un pugno» («Ласка в кулаку») — пісня та сингл італійського співака та кіноактора Адріано Челентано, опублікована у травні 1968 року. Пісня вийшла на Б-стороні синглу з піснею «Azzurro». Окрім цього вона й увійшла до альбому співака «Azzurro» у травні того ж року.

## Історія
«Una carezza in un pugno», виконана у стилі поп-року записувалася за участю оркестру Нандо Де Луки («Orchestra Nando De Luca») на власній студії Адріано Челентано «Clan Celentano». Текст пісні написали Лучано Беретта та Мікі Дель Прете (також став продюсером), а музику — Джино Сантерколе та Де Лука.
Пісня «Una carezza in un pugno» вийшла у травні 1968 року на Б-стороні синглу з піснею «Azzurro» на А-стороні. Потім вона як перший трек увійшла до альбому «Azzurro» у травні того ж року. «Una carezza in un pugno» спочатку планували помістити на А-сторону синглу, але через успіх пісні «Azzurro» — вона опинилася на Б-стороні.
Сингл «Azzurro/Una carezza in un pugno» мав великий успіх й очолював італійський чарт 1968 року, обидві його пісні стали одними із найзнаменитіших і найпопулярніших в репертуарі Челентано. «Una carezza in un pugno» спочатку була опублікована на телебаченні, де не отримала негайного відгуку, але успіх пісні одразу «Azzurro» підняв її на вершину італійського чарту в рамках синглу.

## Складова
Пісню часто вважають найкращим твором, серед написаних Сантерколе, племінником Челентано, та Де Луки (який також створив аранжування), з мелодією, яка ідеально відповідає вокальному діапазону співака. Аранжування, з так званим «лінивим ритмом старомодного вестерну», підкреслене вступом зі струнними та духовими інструментами — є ідеальним тлом для голосу Челентано. В жіночому хорі, що акомпанував у пісні, також співала Клаудія Морі, дружина Челентано.

## Лірика
«Una carezza in un pugno» — пісня про кохання, що розповідає про «доброзичливі ревнощі грубого, але милого чоловіка до своєї партнерки». Головний герой пісні надалі став прототипом персонажа Челентано, якого він зіграв у фільмі «Буркотун» 1986 року. Пісня ознаменувала собою завершення використання Челентано сценічних персонажів, пов'язаних з примхами рок-н-ролу, а замість цього став використовуватися образ сильної, але доброї людини з твердими моральними цінностями (для якої головне: сім'я і шлюб) й проповідника з благою метою.

## Сингл
Платівка «Azzurro/Una carezza in un pugno», випущена накладом 2 мільйони копій, стала найпродаванішим синглом Італії 1968 року. на випускався у 1968 році на 7-дюймових LP власним лейблом Челентано «Clan Celentano» з маркуванням ACC.24084. Окрім цього сингл випускався в Нідерландах та Іспанії у 1969 року.

### Трек-лист
7-дюймові LP 1968 року
Сторона «А»
| #  | Назва               | Автор слів       | Автор музики               | Тривалість |
| -- | ------------------- | ---------------- | -------------------------- | ---------- |
| 1. | «Azzurro» (Блакить) | Віто Паллавічіні | Паоло Конте, Мікеле Вірано | 3:42       |

Сторона «Б»
| #  | Назва                                      | Автор слів                      | Автор музики                    | Тривалість |
| -- | ------------------------------------------ | ------------------------------- | ------------------------------- | ---------- |
| 1. | «Una carezza in un pugno» (Ласка в кулаку) | Лучано Беретта, Мікі Дель Прете | Джино Сантерколе, Нандо Де Лука | 2:57       |

### Видання
| Назва                                         | Лейбл                          | Маркування           | Країна'    | Рік  |
| --------------------------------------------- | ------------------------------ | -------------------- | ---------- | ---- |
| Azzurro/Una Carezza In Un Pugno (7", Single)  | Clan Celentano, Clan Celentano | ACC.24080, ACC 24080 | Італія     | 1968 |
| Azzurro/Una Carezza In Un Pugno (7", Jukebox) | Clan Celentano                 | ACC.24084            | Італія     | 1968 |
| Azzurro/Una Carezza In Un Pugno (7", Single)  | Park                           | BP 1015              | Нідерланди | 1969 |
| Azzurro/Una Carezza In Un Pugno (7", Single)  | Clan Celentano, Sayton         | ST-10                | Іспанія    | 1969 |

## Чарти
Сингл «Azzurro/Una carezza in un pugno» у «топ-10» італійського чарту 15 червня 1968 года і перебував там 22 тижня, до 9 листопада, з яких 4 тижня на першій сходинці і 9 тижнів поспіль у першій трійці чарту (17 серпня — 25 жовтня). У 2009 році сингл отримав золоту сертифікацію від FIMI, тому що його продажі склали більше 35 000 копій.
| Чарт Італії 1968 року  | Позиція | Тижні |
| ---------------------- | ------- | ----- |
| 15 червня              | 9       | 1     |
| 22 червня              | 4       | 1     |
| 29 червня — 13 липня   | 7       | 3     |
| 20 липня — 27 липня    | 6       | 2     |
| 3 серпня               | 5       | 1     |
| 10 серпня              | 4       | 1     |
| 17 серпня              | 3       | 1     |
| 24 серпня — 31 серпня  | 2       | 2     |
| 7 вересня — 28 вересня | 1       | 4     |
| 5 жовтня — 19 жовтня   | 2       | 3     |
| 26 жовтня              | 5       | 1     |
| 2 листопада            | 6       | 1     |
| 9 листопада            | 7       | 1     |

| Чарти Європи 1968 року | Позиція | Тижні                      |
| ---------------------- | ------- | -------------------------- |
| Італія                 | 1       | 22 (з них 4 на 1 сходинці) |
| Австрія                | 1       | 24                         |
| Німеччина              | 6       | 8                          |

## Використання
Окрім альбому Челентано «Azzurro», «Una carezza in un pugno» також увійшла до другого концертного альбому співака «Adriano Live» (2012) та його безлічі збірок: «Antologia (1957—1980)» (1979), «Antologia 1957—1987» (1987), «Super Best» (1992), «Le Volte Che Celentano E' Stato 1» (2003), «Unicamente Celentano» (2006), «…Adriano» (2013) тощо.
«Una carezza in un pugno» увійшла до числа пісень, які Челентано найчастіше виконував на телебаченні і концертах. Вона виконувалася на передачах «Fantastico» 8 сезону (1987), «Svalutation» (з Джованотті, Клаудіо Бальйоні і Джанні Моранді; 1992), «Francamente me ne infischio» (1999), «125 milioni di caz..te» (2001), «Рок-політик» (2005); під час європейського турне 1994 року і концерту «Rock Economy» (2012).

## Кавер-версії
- 1992 — співак, комік та пародист Фіорелло, альбом «Newly false».
- 2000 — регі-співак Хобо, альбом «Singing in an I-tal style, версія у ямайському стилі.
- 2008 — дует «Musica Nuda» (Петра Магоні та Ферруччо Спінетті), альбом «55/21».
- 2015 — репер Морено, перевидання його другого студійного альбому «Incredible».
- 2015 — співак Маттео Бранкалеоні, альбом «Made in Italy».
- 2021 — співак Франческо Габбані під час телепередачі Rai 1 «La canzone segreta».
- 2022 — співак П'єро Алегріні (GrignieroMusic).